# Александар Обреновић (сценариста)
Александар Обреновић (4. јануар 1928 — 25. мај 2005) био је српски драмски писац.

## Биографија
У родном Београду је завршио Шесту мушку гимназију и студирао педагогију на Филозофском факултету. Радио је као новинар у Радио Београду и драматург у Телевизији Београд. Године 1961. био је први уметнички директор Стеријиног позорја. Од 1970. до 1987. године радио је као драматург и уредник у Драмском програму Радио Београда.
Књижевним радом бавио се од 1953, а бавио се и позоришном и филмском режијом и сликарством.
Аутор је више од шездесет радио драма, двадесетак позоришних и телевизијских драма, сценарија за игране филмове и више позоришних адаптација и драматизација. 
Више пута је награђиван. Између осталог добио је две „Стеријине награде“ за драмски текст и награду „Prix Italia“ за радио драму Птица.

## Избор из драмских дела
- Птица, радио драма 1958.
- Небески одред (са Ђорђем Лебовићем), 1956.[1]
- Варијације, 1960
- Сенке и варијације (са Миодрагом Павловићем), 1960.
- Клим –Клем
- Лице, 1967.
- Повратак Дон Жуана
- Шрафексер и аутоклав
- Димитрије Туцовић, тв серија, косценариста, 1974.

## Награде
- Стеријина награда за текст савремене драме, за дело Небески одред, 1957.
- Prix Italia, међународног конкурса RAI за радиофонска дела, за радио-драму Птица, 1959.
- Специјална награда Стеријиног позорја за драмски жанр камерног карактера, за драму Варијације, 1960.